# Agonopterix curvipunctosa
Agonopterix curvipunctosa — вид метеликів родини плоских молей (Depressariidae).

## Поширення
Вид поширений на більшій частині Європи. Присутній у фауні України.

## Опис
Розмах крил становить 15-17 см.

## Спосіб життя
Метелики літають з серпня по травень. Личинки живляться Anthriscus caucalis, Anthriscus sylvestris, Chaerophyllum temulum, Angelica sylvestris, Angelica archangelica та Seseli libanotica. Зимує на стадії імаго.